# Kelly (nome)
Kelly  è un nome proprio di persona inglese maschile e femminile.

## Varianti
- Maschili: Kelley[1]
- Femminili: Kelley[1], Kelleigh[1], Kelli[1], Kellie[1]

### Varianti in altre lingue
Maschili
- Irlandese: Ceallach[2][3], Ceallagh[2][3], Kellach, Cellach
  - Alterati: Ceallachán[2]
  - Forme anglicizzate: Kelly[2][3]

## Origine e diffusione
Nome usato sia al maschile che al femminile, costituisce una forma anglicizzata tanto del nome Ceallach quanto del cognome Ó Ceallaigh. Ceallach  è un nome irlandese dall'etimologia incerta; tradizionalmente, il significato viene indicato con "dalla mente brillante" (da cenn, "testa", e luach, "brillante"), ma potrebbe anche derivare da ceallach ("guerra", "conflitto")  da ceall ("chiesa"); dalla stessa radice derivano anche i nomi Cillian e Callahan. 
Il cognome Ó Ceallaigh è derivato da Ceallach, e vuol dire "discendente di Ceallach". Kelly è anche un cognome diffuso in Irlanda, portato da note personalità come Gene Kelly e Grace Kelly. 

## Onomastico
L'onomastico si può festeggiare il 1º maggio in memoria di san Ceallach (o Kellach) di Killala, oppure il 1º aprile in ricordo di san Cellach (o Ceilach, o Keliach) di Armagh, il cui nome viene in alcuni casi italianizzato in Celso.

## Persone

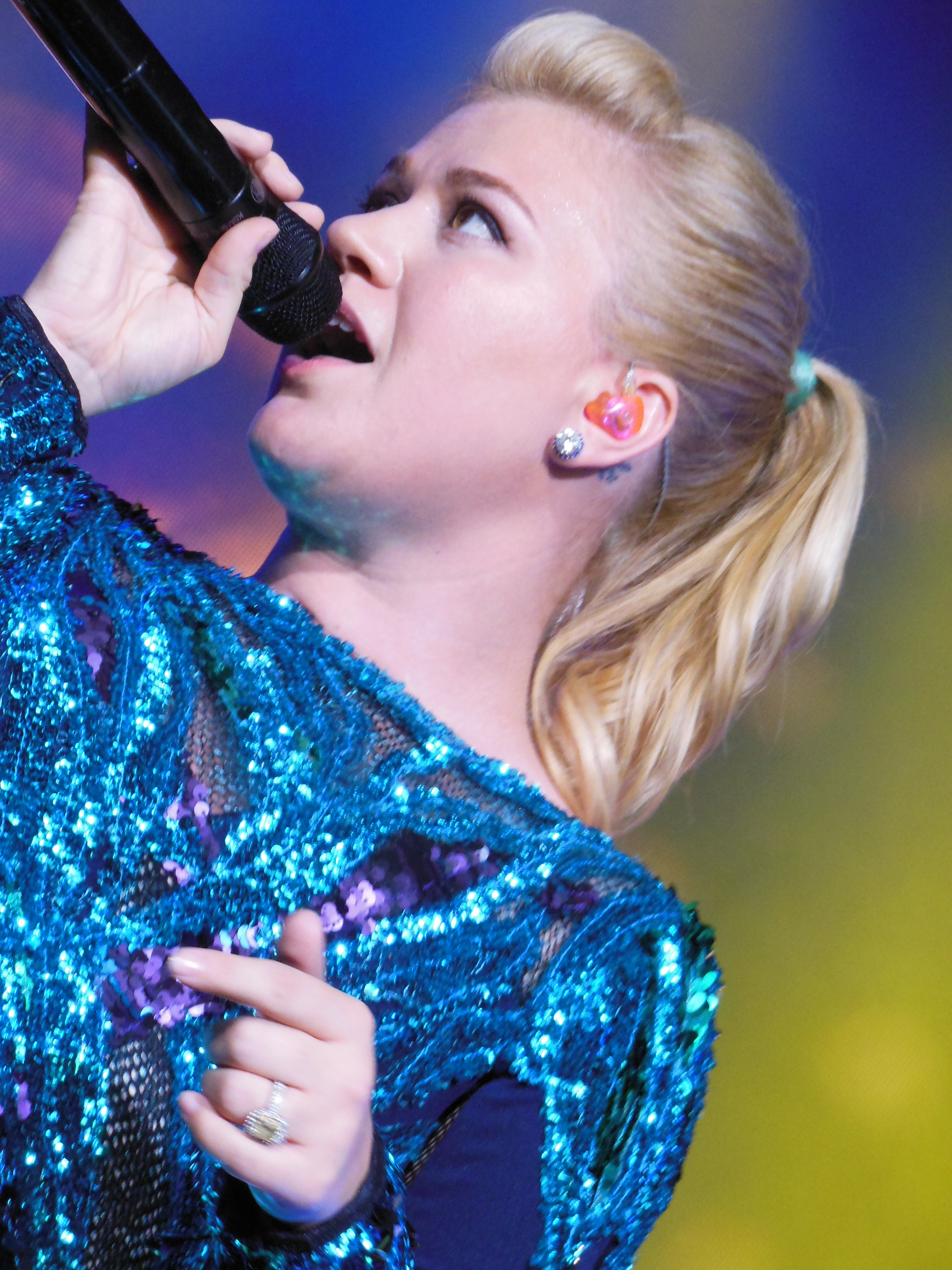
Kelly Clarkson

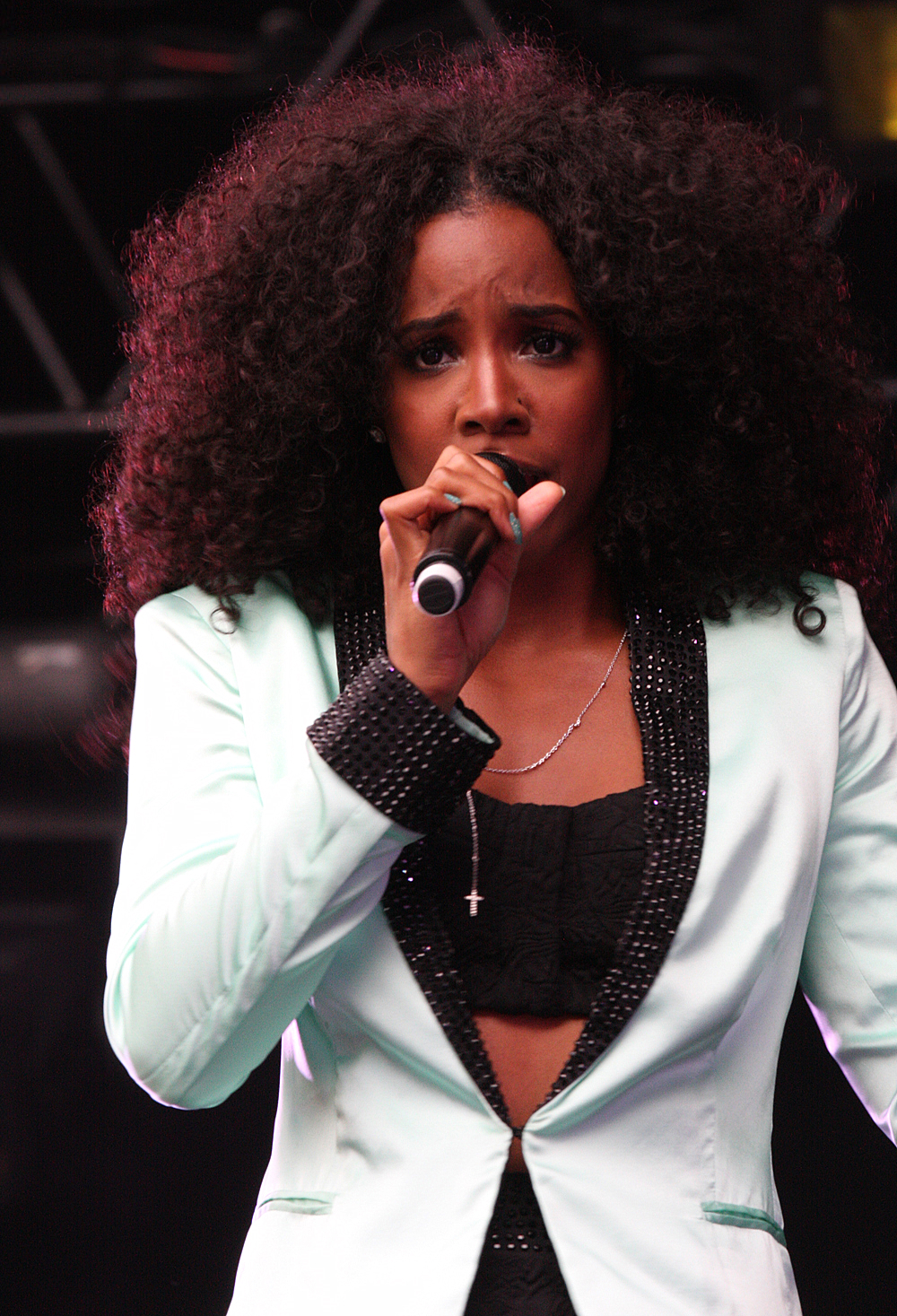
Kelly Rowland

### Maschile
- Kelly Jones, cantante britannico
- Kelly Keeling, cantante e chitarrista statunitense
- Kelly Slater, surfista, musicista e imprenditore statunitense

### Femminile
- Kelly Ayotte, politica e avvocato statunitense
- Kelly-Ann Baptiste, atleta trinidadiana
- Kelly Brook, attrice, modella e conduttrice televisiva britannica
- Kelly Clarkson, cantautrice statunitense
- Kelly Holmes, atleta britannica
- Kelly Hu, attrice statunitense
- Kelly Macdonald, attrice scozzese
- Kelly McGillis, attrice statunitense
- Kelly Osbourne, attrice, cantante e stilista britannica
- Kelly Preston, attrice e modella statunitense
- Kelly Rowland, cantautrice, ballerina, modella, attrice, conduttrice televisiva statunitense
- Kelly Rutherford, attrice statunitense

### Varianti maschili
- Cellach, sovrano supremo d'Irlanda

### Variante femminile Kelli
- Kelli Ali, cantante britannica
- Kelli Garner, attrice statunitense

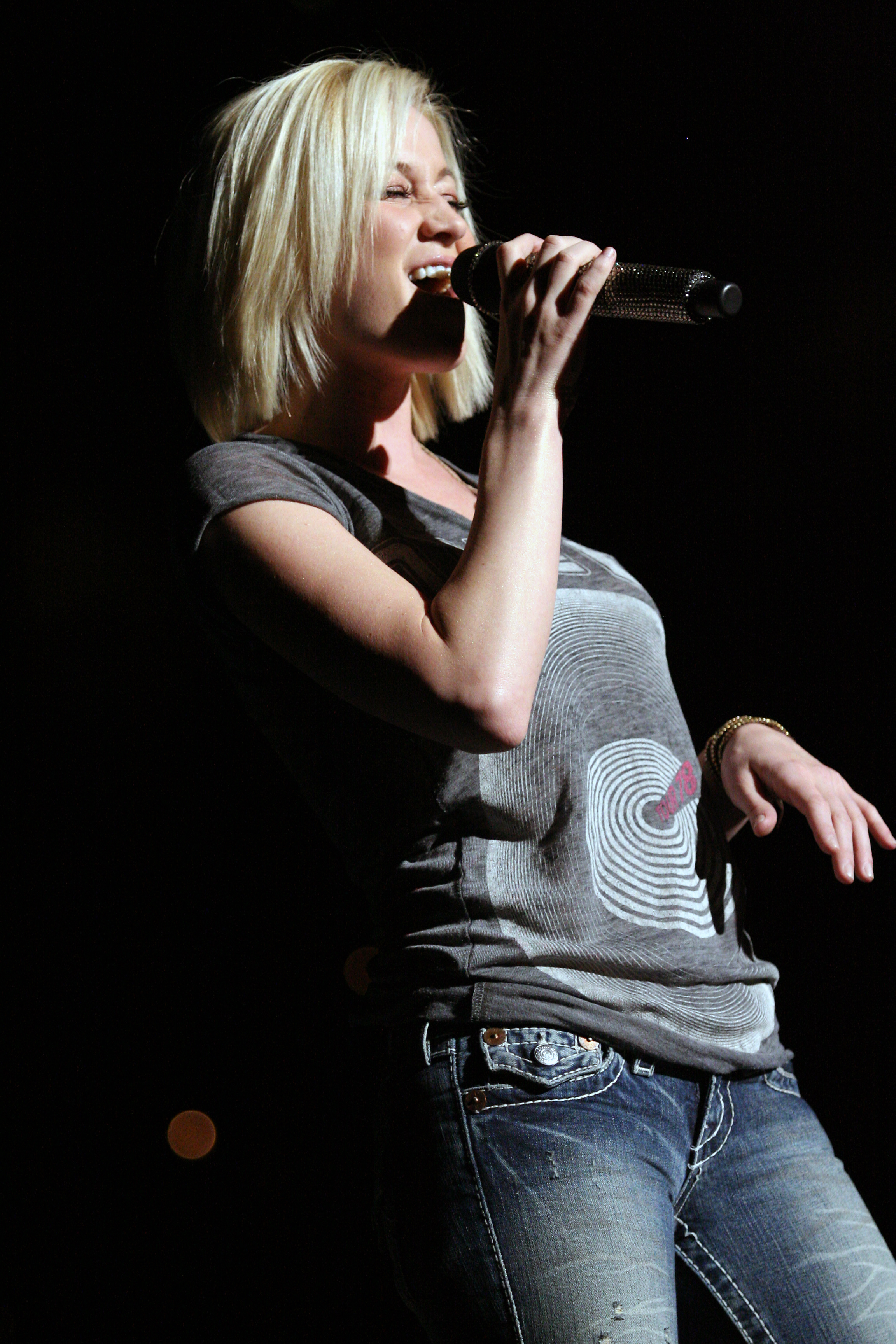
Kellie Pickler

- Kelli McCarty, modella e attrice statunitense
- Kelli Williams, attrice statunitense

### Variante femminile Kellie
- Kellie Martin, attrice statunitense
- Kellie Pickler, cantante statunitense
- Kellie Shanygne Williams, attrice statunitense

### Altre varianti femminili
- Kellye Cash, modella statunitense
- Kelley Hurley, schermitrice statunitense
- Kelley Law, giocatrice di curling canadese

## Il nome nelle arti
- Kelly Garrett è un personaggio della serie televisiva Charlie's Angels.
- Kelly Kapowski è un personaggio della serie televisiva Bayside School.
- Kelly Nelson è un personaggio della soap opera Sentieri.
- Kelly Marlene Taylor è un personaggio della serie televisiva Beverly Hills 90210.
- Kelly Severide è un personaggio della serie televisiva Chicago Fire.
- Kelly Watch the Stars è il titolo di un brano del duo Air.
- Kelly Grayson è il nome del primo ufficiale nella serie televisiva The Orville.
- Kelly è un personaggio della miniserie televisiva The Generi.